# Johanneskirchen (München)

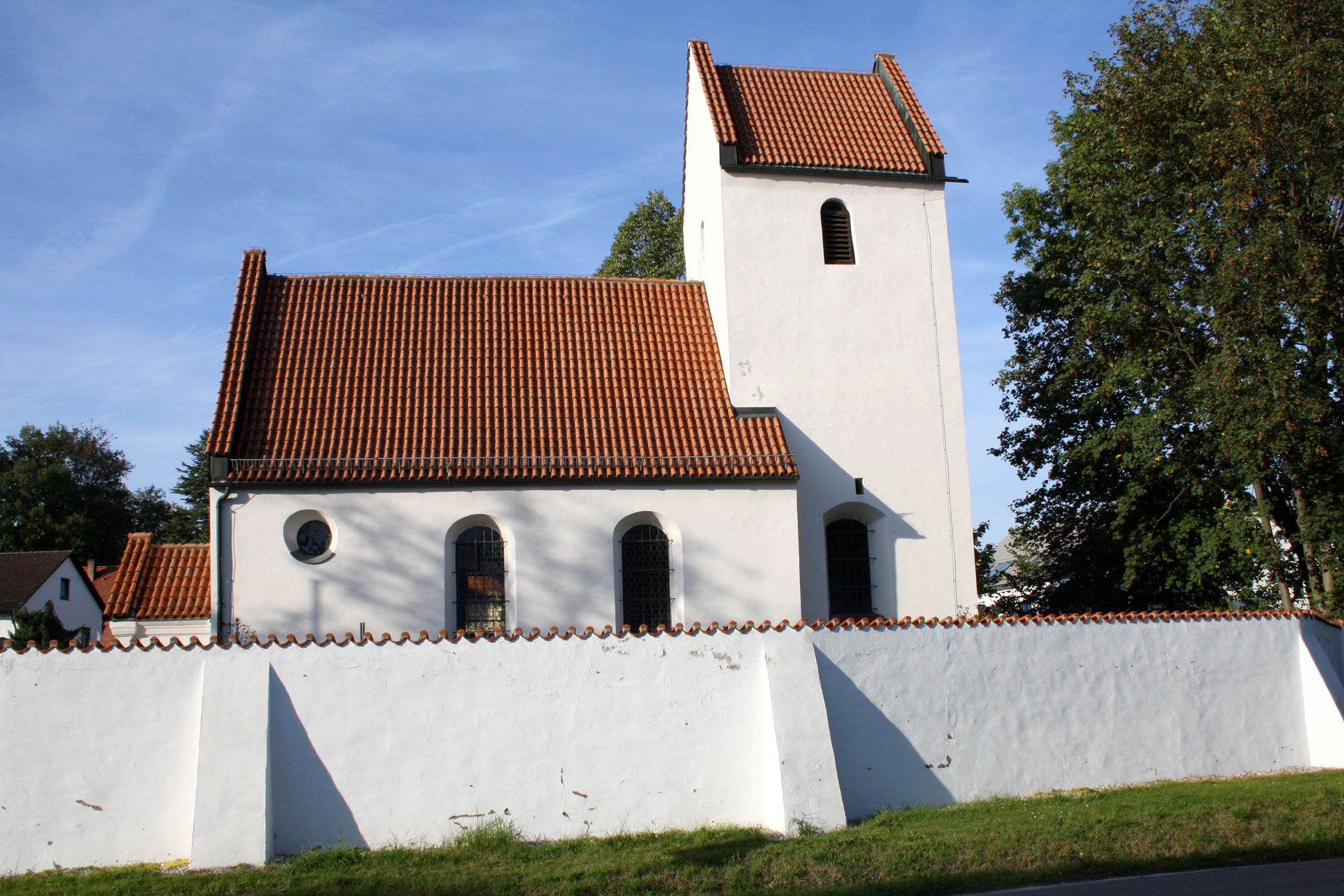
St. Johann Baptist in Johanneskirchen

Johanneskirchen ist ein Stadtteil der bayerischen Landeshauptstadt München und gehört zum Stadtbezirk 13 Bogenhausen.

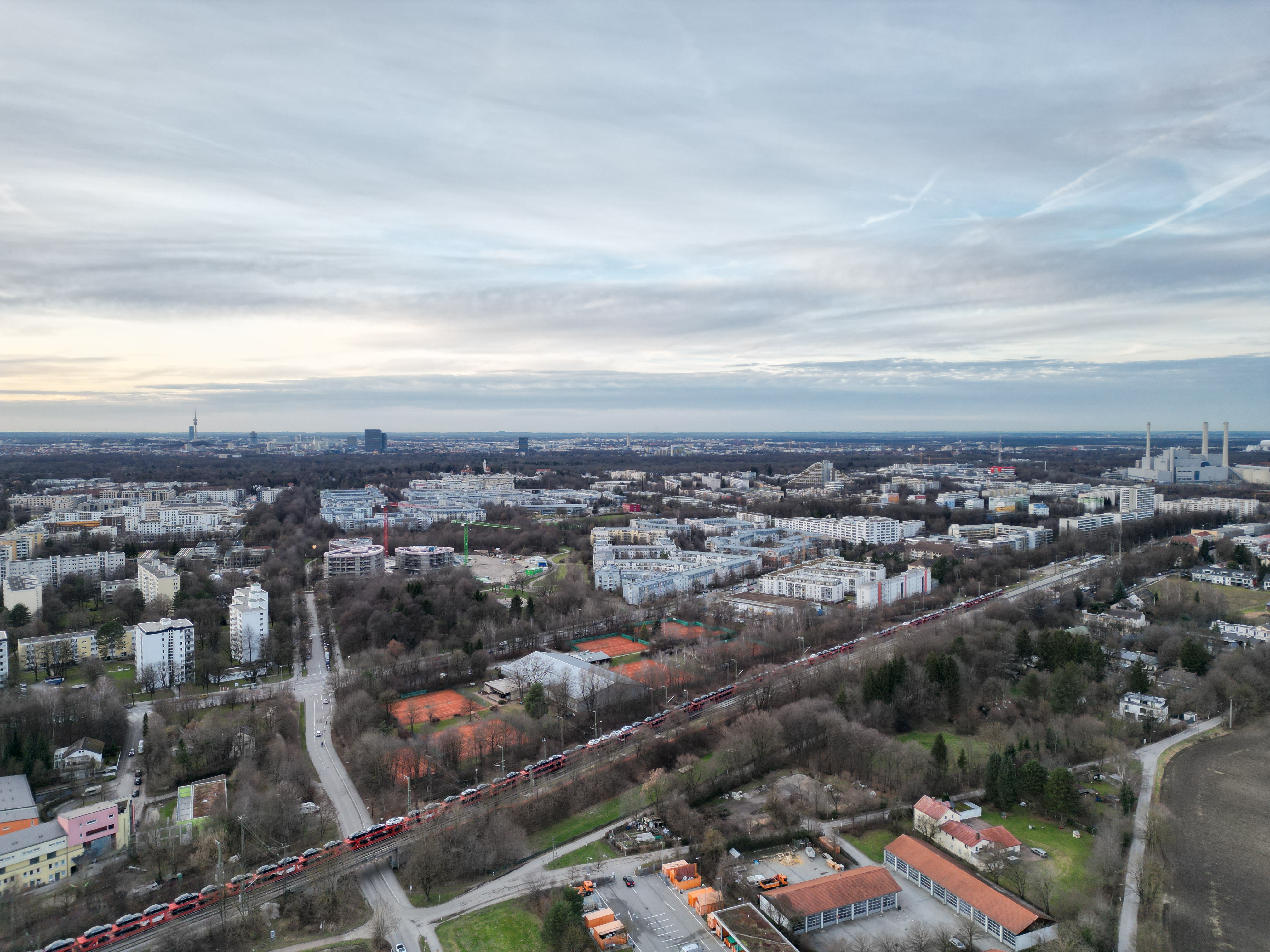
Luftbild von Johanneskirchen Nord und West

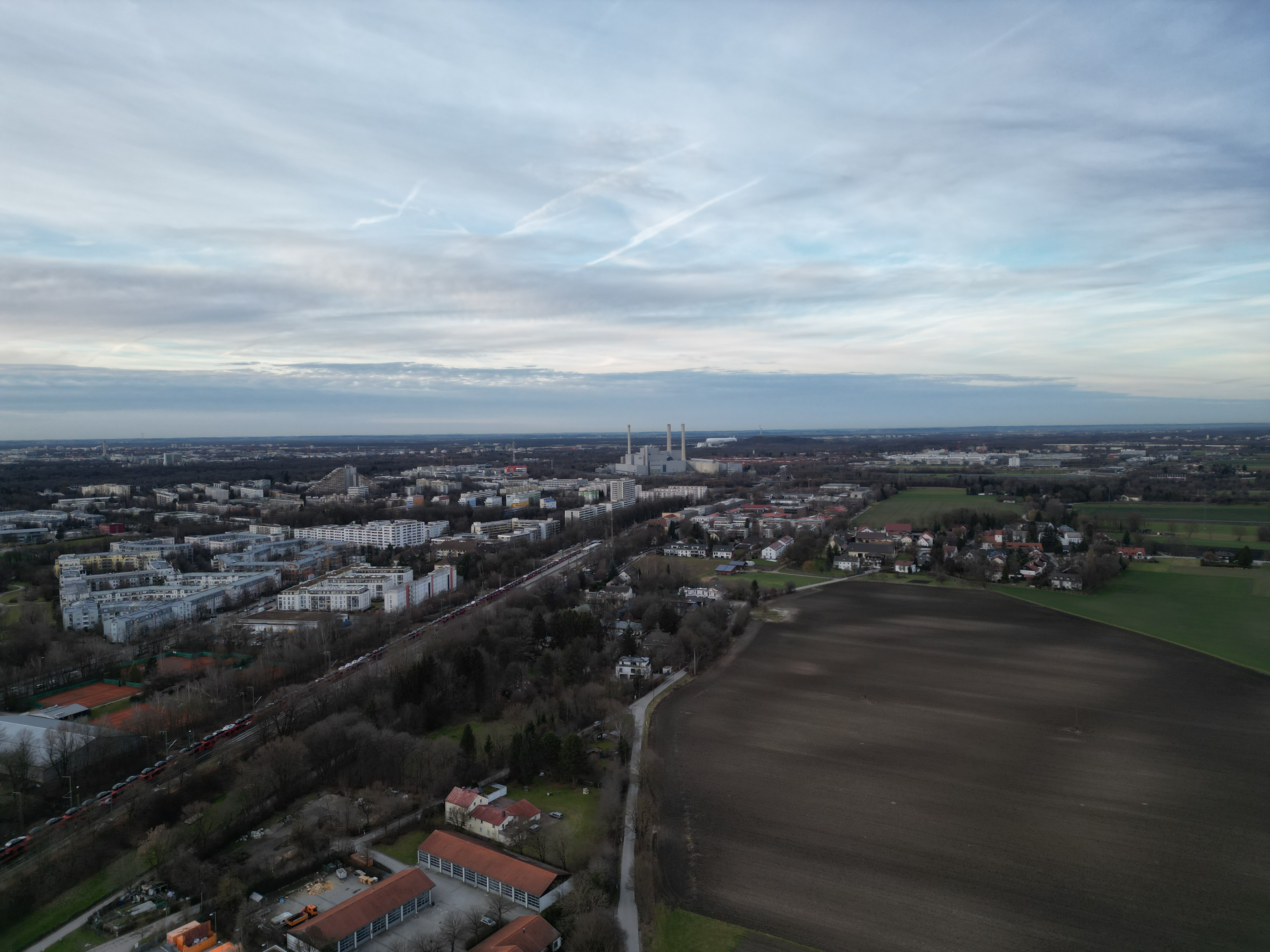
Luftbild von Johanneskirchen Ost

## Lage
Johanneskirchen liegt am nordöstlichen Rand des Stadtbezirks Bogenhausen und damit auch der Stadt München. Dort liegen im Johanneskirchener Moos auch die größten Freiflächen des Stadtbezirks, die überwiegend landwirtschaftlich genutzt werden.
Der historische Kern Johanneskirchens liegt östlich der S-Bahnstrecke München–Flughafen, der Stadtteil umfasst aber auch Neubaugebiete westlich der Bahntrasse.
Im Norden und Osten bildet die Stadtgrenze zu Unterföhring und Aschheim auch die Grenze Johanneskirchens. Im Westen bildet der Straßenzug Cosimastraße – Johanneskirchener Straße – Ringofenweg die Grenze zu Oberföhring, im Süden trennen Fideliostraße – Stegmühlstraße – Salzstraße Johanneskirchen von Englschalking und Daglfing.

## Geschichte

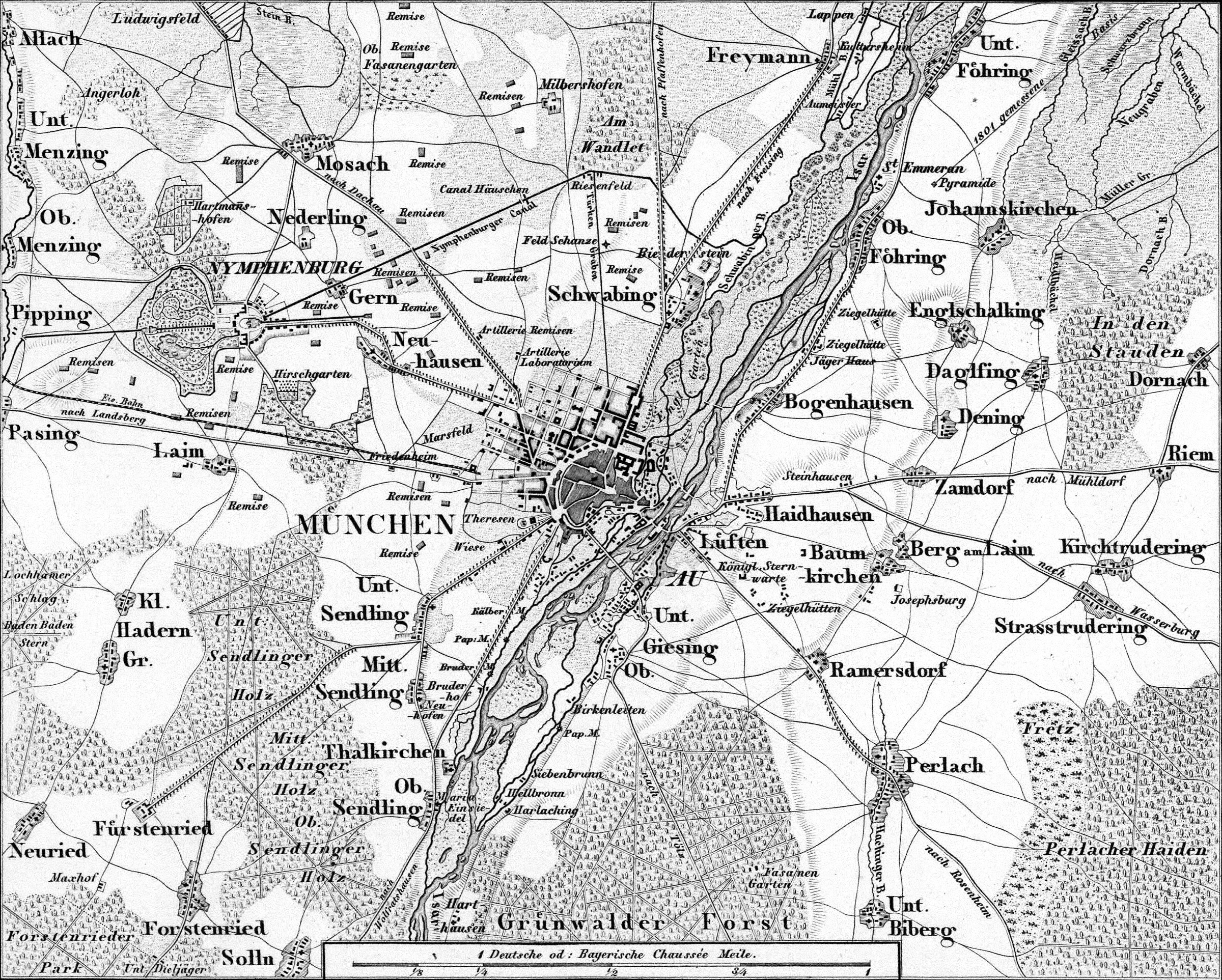
„Johannskirchen“ auf einer Karte von 1856

Die älteste urkundliche Erwähnung Johanneskirchens findet sich in einer Traditionsnotiz des Hochstifts Fresing aus dem Jahr 815, in der die Kirche St. Johann Baptist („ecclesia sancti Johannis ad Feringa“) genannt wird. Darin ist auch von dem Bier („cervisa“) die Rede, das der örtliche Diakon Huuezzi an die Fresinger Bischofskirche abliefern musste.
Im 12. Jahrhundert kam Johanneskirchen aus der Herrschaft Freisings zum Pfleggericht Wolfratshausen. 1496 wurde der Ort eine Hofmark der Münchner Patrizierfamilie Ridler, die sie von den Sentlinger übernommen hatten und um 1500 um weiteren Freisinger Lehenbesitz in Unterföhring und Putzbrunn erweiterten. Das Hofmarkgebiet war bis zur Säkularisation 1803 von drei Seiten vom Hochstift Freising umschlossen, nur nach Osten war ein freier Zugang zum Herzogtum-/Kurfürstentum Bayern.
Bei der Gemeindebildung in Bayern 1818 wurde Johanneskirchen eine selbstständige Gemeinde, 1820 wurde sie Teil der Gemeinde Daglfing.
1893 scheiterte ein Versuch, von Daglfing nach Oberföhring umgemeindet zu werden. Am 1. Januar 1930 wurde Johanneskirchen als Teil der Gemeinde Daglfing in die Stadt München eingegliedert.
Wie im ganzen Nordosten Münchens gab es gegen Ende des 19. Jahrhunderts auch in Johanneskirchen viele Ziegeleien, die aus dem hier gewonnenen Lehm Ziegel brannten für die rege Bautätigkeit in München.
In den 1960er und 1980er Jahren entstanden in Johanneskirchen große Neubauviertel.

## Ortsbild
Der historische Kern von Johanneskirchen ist immer noch dörflich geprägt. Bauernhöfe umgeben die als Kirchenburg errichtete Dorfkirche St. Johann Baptist aus dem 13. Jahrhundert. An diesen Dorfkern schließen sich bereits die landwirtschaftlich genutzten Gebiete des Johanneskirchener Mooses an.
Einen halben Kilometer östlich liegt die 1984–1986 erbaute Gartenstadt Johanneskirchen mit Einzel-, Doppel- und Reihenhäusern, zwischen denen sich ausgedehnte Grünanlagen befinden. Östlich schließt die ab 1933 errichtete Zahnbrechersiedlung an.
Westlich der Bahntrasse liegen die Neubaugebiete Johanneskirchen Nord (1964–1968) und Johanneskirchen West (1988–1999) mit ihren Wohnblocks.

## Verkehr

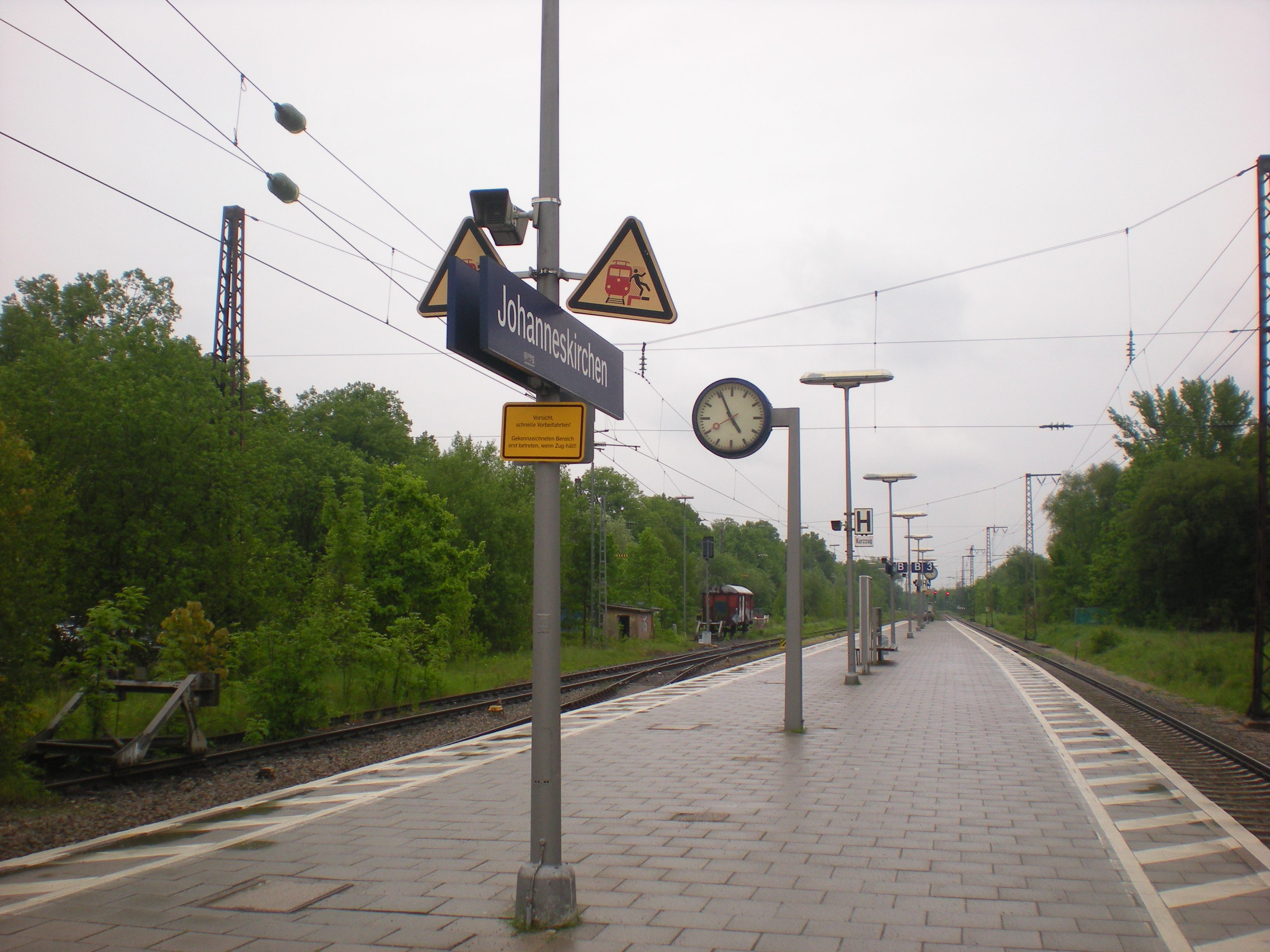
Bahnhof München-Johanneskirchen

Durch Johanneskirchen verläuft die Bahnstrecke München Ost–München Flughafen, die den historischen Ortskern und die Neubaugebiete im Westen voneinander trennt. Sie wird im 20-Minuten-Takt von der Linie S8 der S-Bahn München von Herrsching zum Flughafen bedient. Der S-Bahnhof München-Johanneskirchen besitzt zwei Bahnsteiggleise an einem Mittelbahnsteig, dessen Zugang nicht barrierefrei ist. Weiter gibt es ein Abstellgleis, das für Rangierfahrten ins Heizkraftwerk Nord genutzt wird. Das Anschlussgleis zum Heizkraftwerk sowie der Münchner Nordring zweigen zwischen Johanneskirchen und Unterföhring von der S-Bahnstrecke ab.
Außerdem wird Johanneskirchen von den Buslinien 154 (Nordbad) und 50 (Olympia-Einkaufszentrum) angebunden.